# Die verkaufte Braut (1982)
Die verkaufte Braut ist eine 1982 im Auftrag von Österreichischem Rundfunk entstandene Fernsehaufnahme der 1866 uraufgeführten gleichnamigen Oper von Bedřich Smetana aus der Wiener Staatsoper unter der Regie von Otto Schenk mit Lucia Popp in der Titelrolle.

## Handlung
In einem böhmischen Dorf soll die Bauerntochter Marie nach dem Willen der Eltern den reichen, aber beschränkten Wenzel heiraten, liebt jedoch den mittellosen Hans, der von seiner Stiefmutter aus dem Elternhaus getrieben worden war. Während Marie – von ihm unerkannt – den stotternden Wenzel vor der Ehe zu warnen sucht, hat der Heiratsvermittler mit Hans vertraglich vereinbart, für 300 Gulden auf Marie zu verzichten, jedoch unter der zugestandenen Bedingung, dass Marie nur einen Sohn des Bauern Micha – des Vaters Wenzels – heiraten dürfe. Alle Anwesenden sind über diesen „Verkauf der Braut“ empört. 
Als wenig später ein Wanderzirkus in das Dorf kommt, verliebt sich Wenzel spontan in die Tänzerin Esmeralda und lässt sich dazu bereden, als Tanzbär verkleidet in der Zirkustruppe mitzuwirken. Marie stellt Hans wegen seines scheinbaren Verrats zur Rede und droht, in eine Heirat mit Wenzel einzuwilligen. Die Situation löst sich, als Wenzels Vater in Hans seinen verloren geglaubten Sohn aus erster Ehe erkennt und ihm erlaubt, Marie zu heiraten. Der Betrogene ist der Heiratsvermittler, der die vertraglich vereinbarten 300 Gulden zu zahlen hat, ohne selbst Anspruch auf das Vermittlungshonorar erheben zu können.

## Kritiken
FonoForum 12/07: „Geadelt wird diese Aufnahme durch die so hinreißende wie anrührende Lucia Popp, die jede Seelenregung der emotional umhergestoßenen Marie darstellerisch wie stimmlich auf die natürlichste Weise der Sängerwelt serviert. Adam Fischer dirigiert Chor und Orchester der Wiener Staatsoper mit slawisch lospfeffernder Finesse, aber auch großer, manchmal sogar trauriger Zartheit. Eine herrlich nostalgische Angelegenheit.“